# Tillandsia heterandra
Tillandsia heterandra är en gräsväxtart som beskrevs av Éduard-François André. Tillandsia heterandra ingår i släktet Tillandsia och familjen Bromeliaceae. Inga underarter finns listade i Catalogue of Life.